# Aloeides vansoni
Van Son’s Copper (Aloeides vansoni) là một loài bướm thuộc họ Lycaenidae. Loài này có ở Nam Phi, từ West Cape, qua Great Karoo và Roggeveld escarpment, phía nam dọc theo rìa bắc của Swartberg và các vùng núi lân cận đến East Cape.
Sải cánh từ 27–32 mm đối với con đực và 29–35 mm đối với con cái. Cá thể trưởng thành mọc cánh từ tháng 9 tới tháng 1 đỉnh điểm vào tháng 12. Mỗi năm loài này có một thế hệ.